# Chaosium
Chaosium ist ein 1975 gegründeter US-amerikanischer Spieleverlag mit dem Schwerpunkt Pen-&-Paper-Rollen- und Brettspiele. Chaosium verlegte und verlegt Spiele wie RuneQuest, Sturmbringer, Call of Cthulhu (CoC) und Arkham Horror. Gegründet wurde die Firma von Greg Stafford als Selbstverlag für sein Brettspiel White Bear & Red Moon.

## Origins Awards
Chaosium wurde mehrfach mit dem Origins Award ausgezeichnet. 1987 erhielt es den Origins Award für Brettspiele für Arkham Horror in der Kategorie „Bestes Science-Fiction- oder Fantasy-Brettspiel“. 1996 folgte der Origins Award für Kartenspiele für das Sammelkartenspiel Mythos („Bestes Kartenspiel “). Den Origins Award für Rollenspiele erhielt die Firma in der Kategorie „Bestes Rollenspielsystem“ 1981 für CoC und 1990 für King Arthur Pendragon (3. Edition). In den weiteren Rollenspielkategorien wurde Chaosium insgesamt 15 mal ausgezeichnet. CoC wurde zudem in die „Hall of Fame“ aufgenommen.